# Alexandre-Gabriel Decamps

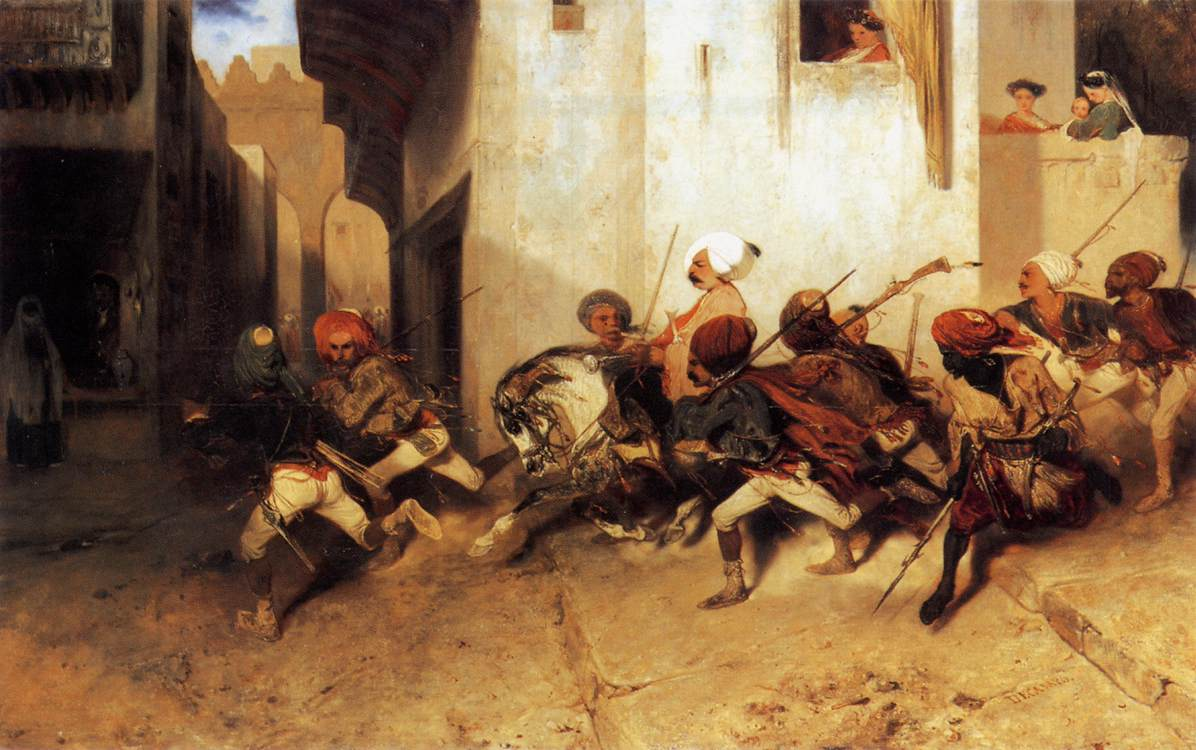
Turecki patrol (1831)

Alexandre-Gabriel Decamps (ur. 3 marca 1803 w Paryżu, zm. 22 sierpnia 1860 w
Fontainebleau), francuski malarz i grafik okresu romantyzmu.
Początkowo tworzył sceny rodzajowe, a następnie malował romantyczne kompozycje o tematyce orientalnej, inspirowane podróżami do Grecji i Turcji, które odbył w latach 1827-29.
Zajmował się również tematyką historyczną i biblijną, wykonywał miedzioryty i litografie (np. cykl Historia Samsona).

## Wybrane dzieła
- Autoportret (1830-32), 33 x 25 cm, Ermitaż, Sankt Petersburg
- Dzwonnicy (1841), 58 x 48 cm, Luwr, Paryż
- Gwardia turecka na drodze ze Smyrny do Magnesi (1833), 91 x 155 cm, Musée Condé, Chantilly
- Karawana (ok. 1854), 60 x 100 cm, Luwr, Paryż
- Klęska Cymbrów (1833), 130 x 195 cm, Luwr, Paryż
- Malująca małpa (1833), 32 x 40 cm, Luwr, Paryż
- Przed meczetem (Kair) (ok. 1868), 41 x 31 cm, Ermitaż, Sankt Petersburg
- Turecki patrol (1831), 115 x 179 cm, Wallace Collection, Londyn
- Wiedźmy z Makbeta (1819), 29,4 x 40,4 cm, Wallace Collection, Londyn
- Wyjście dzieci ze szkoły tureckiej (ok. 1841), 66 x 89 cm, Luwr, Paryż
- Żebracy (1845), 40 x 47 cm, Ermitaż, Sankt Petersburg
- Samobójstwo (1836), 40 x 56, Walters Art Museum, Baltimore
- Eksperci (1837), 46,4 × 64,1 cm, Metropolitan Museum of Art, Nowy Jork

### Galeria

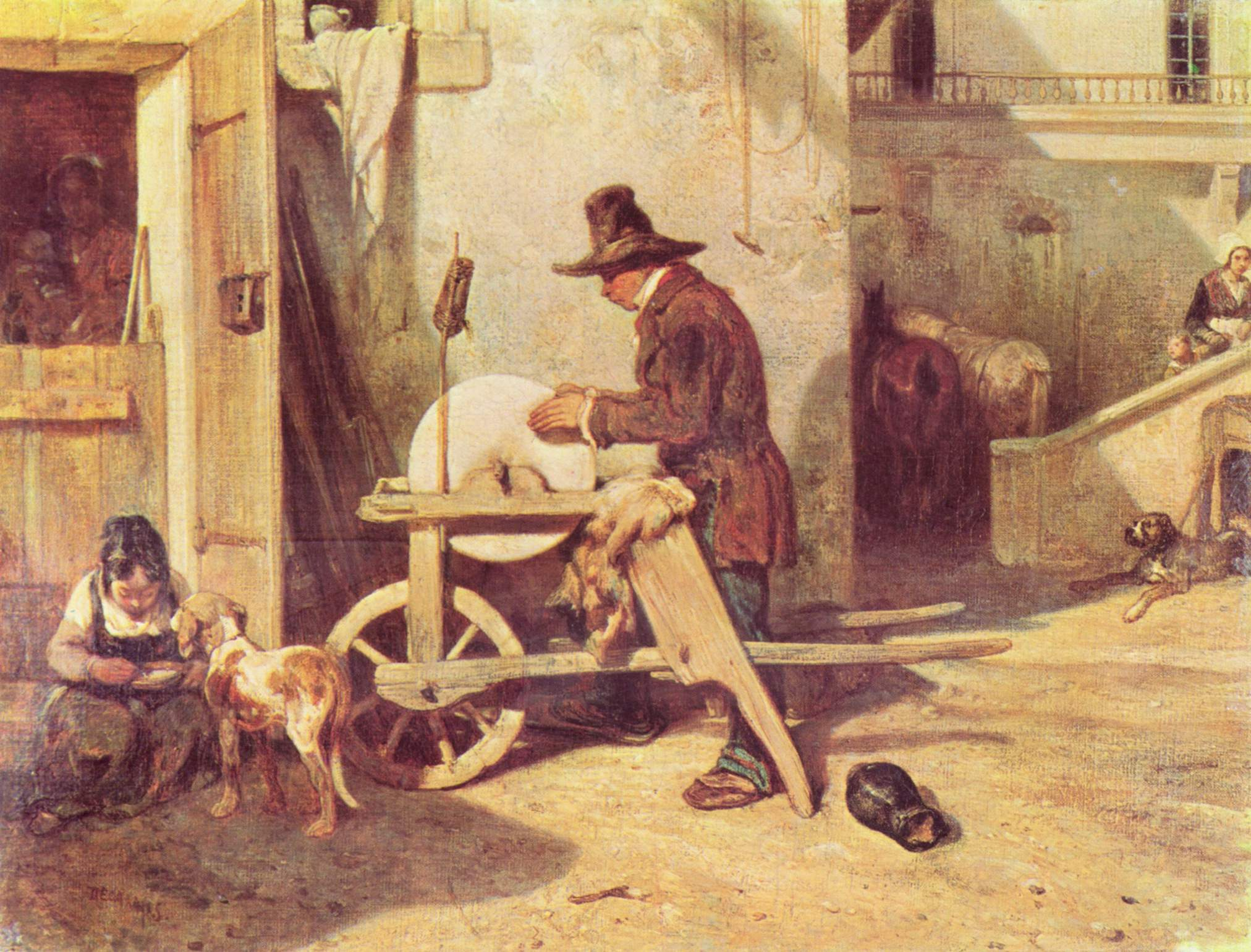
Szlifierz (1840)
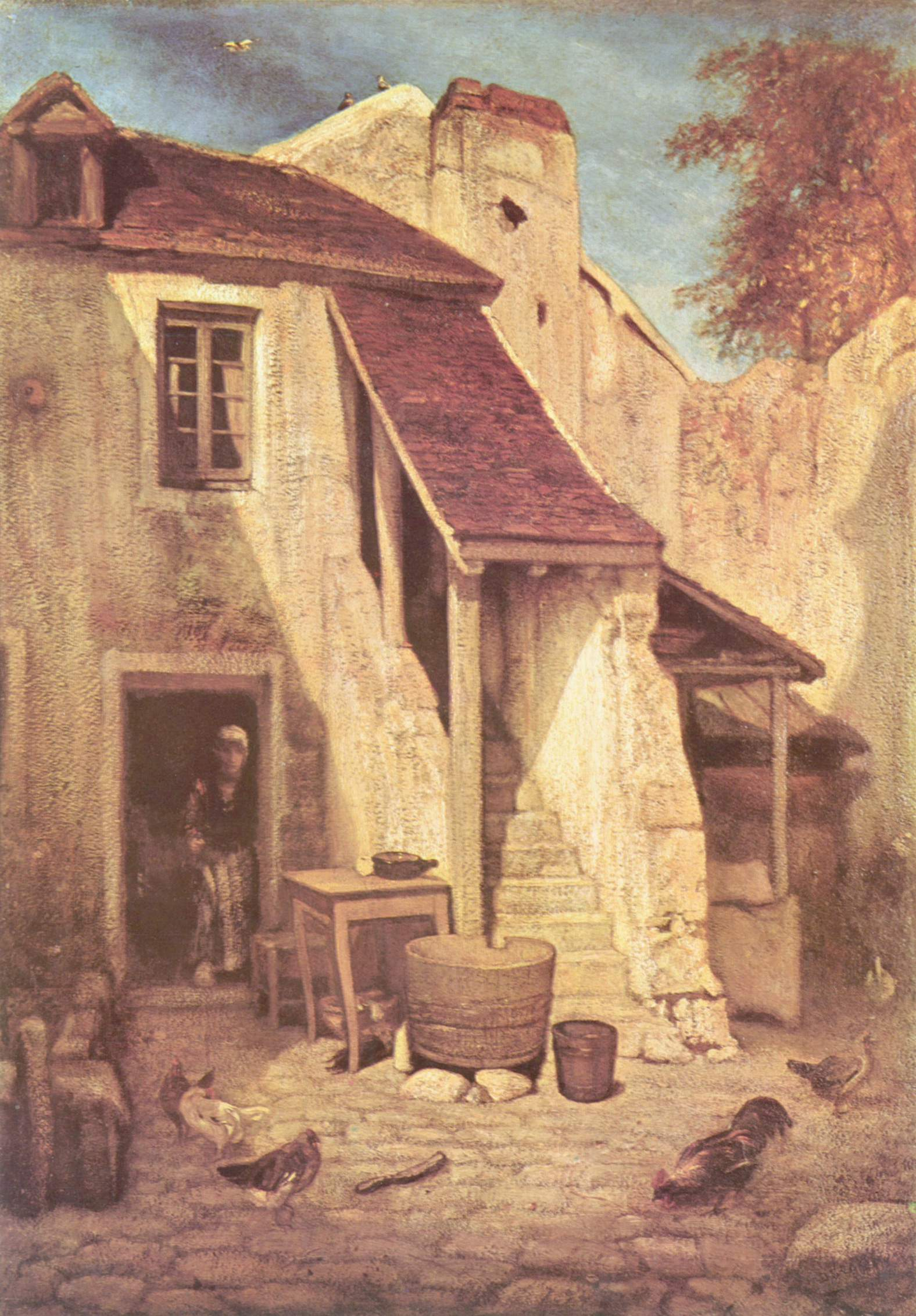
Ferma w Fontainebleau (1849–1850)
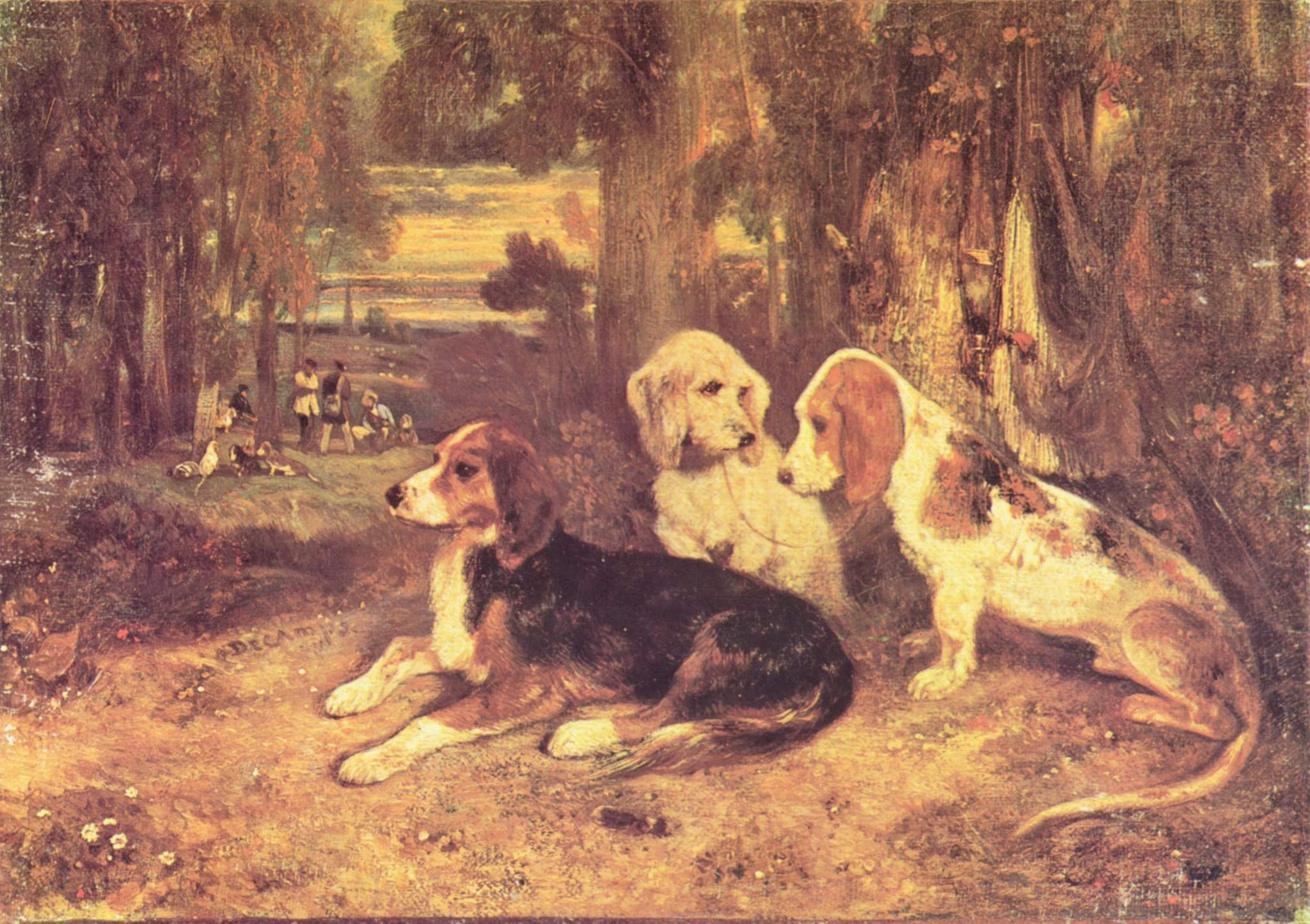
Jamniki (1840)
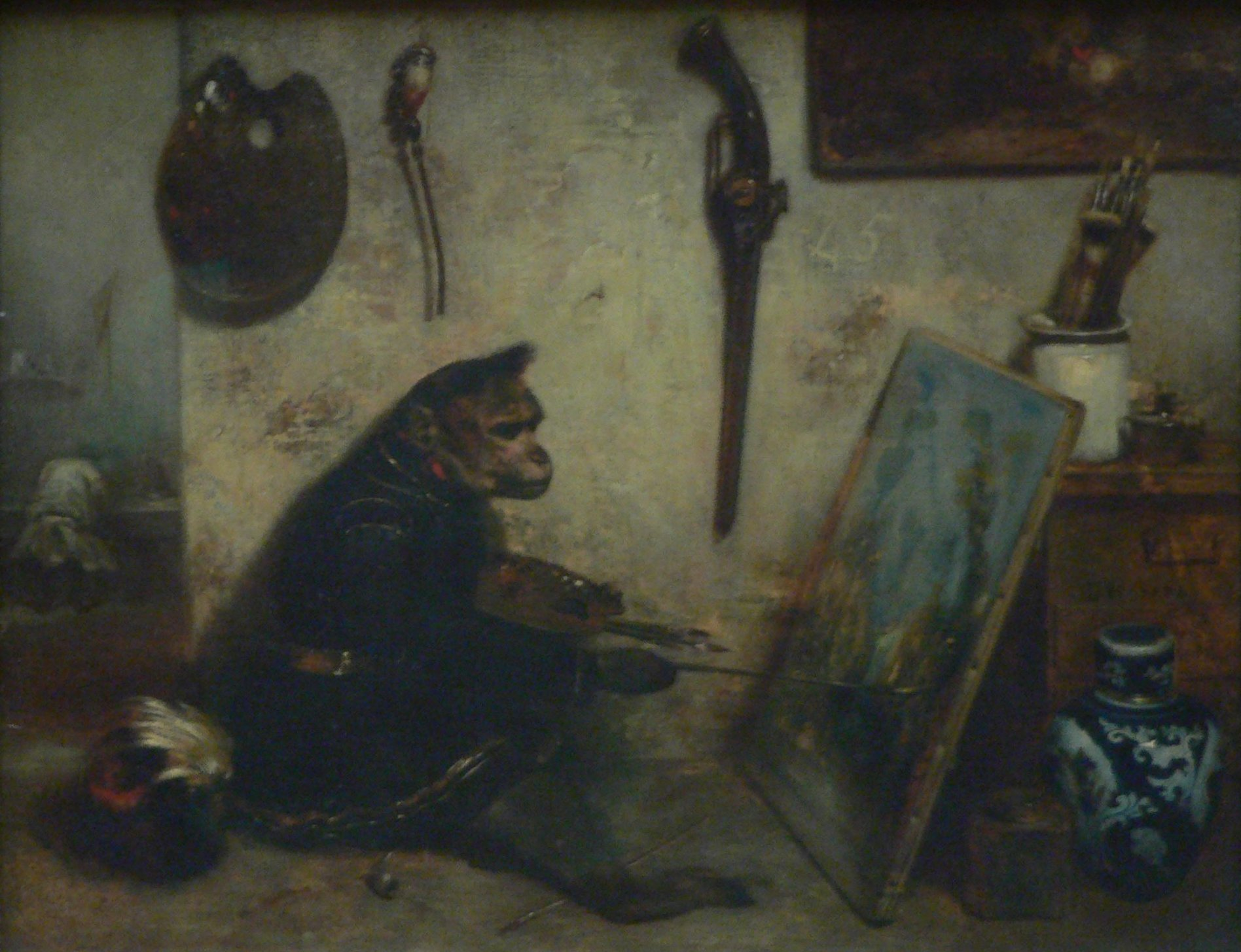
Malująca małpa lub Wnętrze pracowni (1833)